# (43) Ariadna
(43) Ariadna és l'asteroide núm. 43 de la sèrie. Descobert a Oxford el 15 d'abril del 1857 per l'astrònom anglès Norman Russell Pogson (1829-1891). Aquest asteroide pertany a la «Família Flora» del grup de famílies d'asteroides d'Hirayama.